# NGC 735
NGC 735 ist eine Spiralgalaxie vom Hubble-Typ Sb im Sternbild Dreieck am Nordsternhimmel. Sie ist schätzungsweise 213 Millionen Lichtjahre von der Milchstraße entfernt und hat einen Durchmesser von etwa 110.000 Lichtjahren. Die Galaxie gilt als Mitglied des Galaxienhaufens Abell 262.
Im selben Himmelsareal befinden sich u. a. die Galaxien NGC 739, NGC 750, NGC 751, NGC 761.
Die Supernovae SN 1972L, SN 2000dj (Typ II) und SN 2006ei (Typ Ic) wurden hier beobachtet.
Das Objekt wurde am 13. September 1784 von dem deutsch-britischen Astronomen Friedrich Wilhelm Herschel entdeckt.